# Elsaß-Lothringische G 5
Die Fahrzeuge der Gattung G 5 waren Güterzuglokomotiven der Reichseisenbahnen in Elsaß-Lothringen. Sie wurden von 1900 bis 1907 in insgesamt 215 Exemplaren gebaut und liefen anfangs unter den Bezeichnungen C 29, C 31 und C 32.
Die Fahrzeuge wurden nach dem Vorbild der Preußischen G 5.2 in Verbundbauart hergestellt. Allerdings lag der Kessel der C 32 rund 2,3 m über der Schienenoberkante, was eine Vergrößerung der Feuerbüchse ermöglichte. Die verwendeten Druckluftbremsen vom Typ Westinghouse wurden eingebaut, damit man mit den Maschinen auch Personenzüge befördern konnte.
Nach dem Ersten Weltkrieg blieben 71 Lokomotiven in Deutschland, Polen und Litauen. Bei der Deutschen Reichsbahn waren 1925 noch die Lokomotiven 54 324, 54 343 und 344, 54 353 und 54 368–386 im Bestand. Im Zweiten Weltkrieg kamen elf ehemalige elsaß-lothringische G 5.2 aus Polen als 54 708–717 und 54 723 in den Bestand der Reichsbahn. Die in Frankreich gebliebenen Lokomotiven wurden bis Anfang der 1950er Jahre ausgemustert.
Die Lokomotiven erhielten Schlepptender der Bauart 2'2' T 16.